# Institución Fernando el Católico
Pour les articles homonymes, voir IFC.
L'Institución Fernando el Católico (IFC, [Institution « Ferdinand le Catholique »] est un établissement culturel dépendant de la Députation provinciale de Saragosse (es) et assignée au Conseil supérieur de la recherche scientifique (CSIC) à travers la Confédération espagnole des centres d'études locales (es).

## Histoire
L'organisme est créé le 14 février 1943 pour promouvoir « la grande culture aragonaisse » et a connu diverses modifications de ses statuts. La dernière réforme, publiée dans le Boletín Oficial de la Provincia de Zaragoza (Journal officiel de la province de Saragosse) en 2006, le définit comme organisme autonome de la Députation provinciale.

## Collaborateurs principaux
Des personnalités de diverses branches du savoir collaborent avec l'institut, notamment Miguel Beltrán Lloris, María du Carmen Lacarra Ducay, Aurora Egido Martínez, José-Carlos Mainer Baqué, Severino Escolano Utrilla, José María Enguita Utrilla, María Antonia Martín Zorraquino, Jesús Delgado Echeverría, Luis Prensa Villegas, Fernando Mercadal Mairal, José Laborda Yneva, Jesús Colás Tenas, Guillermo Fatás Cabeza ou encore Esteban Sarasa Sánchez.
Par le passé ont aussi collaboré José Manuel Blecua, Fernando Lázaro Carreter, Antonio Serrano Montalvo, José Galiay Sarañana, Federico Torralba Soriano, Luis Horno Liria, Guillermo Fatás Ojuel, Guillermo Rond Veintemillas ou Emilio Larrodera.